# César Salandía
César Renieri Salandía Paz (ur. 13 czerwca 2004 w Managui) – nikaraguański piłkarz z obywatelstwem honduraskim występujący na pozycji bramkarza, reprezentant Nikaragui, od 2020 roku zawodnik Realu Estelí.
Od drugiego do dziesiątego roku życia mieszkał w honduraskim Danlí i posiada również obywatelstwo Hondurasu.